# Macrobiotus ramoli
Espèce
Macrobiotus ramoli est une espèce de tardigrades de la famille des Macrobiotidae.

## Distribution
Cette espèce est endémique d'Autriche. Elle se rencontre dans l'Ötztal.

## Publication originale
- Dastych, 2005 :  Macrobiotus ramoli sp. nov., a new tardigrade species from the nival zone of the Otztal Alps, Austria (Tardigrada). Mitteilungen aus dem Hamburgischen Zoologischen Museum und Institut, vol. 102, p. 21–35 (texte intégral).